# 김성훈 (1976년)
김성훈(1976년 5월 18일 ~ )은 대한민국의 배우이다. 1993년 연극 배우로 활동을 시작하였으며 1994년 KBS2 대하드라마 《한명회》로 정식 데뷔했다.

## 학력
- 서울예술대학교 연극영화학과 졸업

## 출연작

### TV 드라마
- 2008년 SBS 수목드라마스페셜 《온에어》
- 2007년 SBS 대하드라마 《왕과 나》
- 2007년 SBS 수목드라마스페셜 《완벽한 이웃을 만나는 법》
- 2007년 SBS 주말극장 《황금신부》
- 2007년 SBS 수목드라마스페셜 《외과의사 봉달희》
- 2005년 SBS 월화드라마 《서동요》
- 2004년 SBS 대하드라마 《장길산》
- 2003년 SBS 주말극장 《백수탈출》
- 2002년 SBS 대하드라마 《야인시대》
- 2002년 SBS 수목드라마스페셜 《지금은 연애중》
- 2001년 SBS 수목드라마스페셜 《순자》
- 2000년 SBS 수목드라마스페셜 《여자만세》
- 2000년 SBS 월화드라마 《천사의 분노》
- 2000년 SBS 청춘시트콤 《골뱅이》
- 2000년 SBS 일일연속극 《자꾸만 보고싶네》
- 2000년 SBS 수목드라마스페셜 《줄리엣의 남자》
- 2000년 SBS 수목드라마스페셜 《경찰특공대》
- 2000년 SBS 아침드라마 《사랑과 이별》
- 2000년 SBS 일일시트콤 《순풍산부인과》
- 2000년 SBS 미니시리즈 《팝콘》
- 2000년 SBS 청춘시트콤 《행진》
- 2000년 SBS 월화드라마 《사랑의 전설》
- 1999년 SBS 일일연속극 《당신은 누구시길래》
- 1994년 KBS2 대하드라마 《한명회》

### 영화
짱, 여기가 어디냐, 나두야 간다

### 뮤직비디오
- 먼데이키즈 ‘녹슨가슴+투명한 눈물’
- 윤종신 ‘해변무드 송’ Play
- 시련
- 밑바닥에서
- 갈매기
- 벚꽃동산
- 처녀들의 수다
- 햄릿